# BM Sagunto
Balonmano Parc Sagunt er en håndboldklub fra Valencia i Spanien, som vandt EHF Champions League for kvinder i 1997. Derudover var klubben i Champions League-finalen i 1998 og 2003. Klubben vandt endvidere EHF Cupwinners Cup i 1999-2000.
Klubben har tidligere optrådt under navnene Mar Valencia, El Osito L'Eliana Valencia, Milar L'Eliana Valencia og CBM Astroc Sagunto.

## Kendte spillere
- Noelia Oncina
- Verónica Cuadrado
- Macarena Aguilar
- Elisabeth Chávez
- Nuria Benzal
- Silvia Navarro
- Alexandrina Barbosa
- Bárbara Arenhart
- Tatjana Medved*